# Tragopa brunneimaculata
Tragopa brunneimaculata är en insektsart som beskrevs av William D. Funkhouser. Tragopa brunneimaculata ingår i släktet Tragopa och familjen hornstritar. Inga underarter finns listade i Catalogue of Life.